# Henry Gelband
Henry Gelband (* 31. August 1936 in Wien als Heinz Gelband) ist ein US-amerikanischer Arzt, Pädiater und Hochschullehrer österreichischer Abstammung.

## Leben
Henry Gelband wurde am 31. August 1936 in Wien als Sohn von Herman(n) (1902–1961) und Charlotte Gelband (geborene Rubin; 1907–1950), zweier Polen, geboren. Seine Eltern heirateten am 28. Februar 1932 in Wien. Nach dem Anschluss Österreichs lebte er mit seinen Eltern noch einige Zeit in Österreich und floh, als die systematische Ausgrenzung der Juden immer schlimmer wurde, im Jahre 1939 mit seiner Familie nach Kuba und von dort im Jahre 1941 in die Vereinigten Staaten. Laut einer auf ancestry.com ersichtlichen Passagierliste kam die Familie bereits am 18. Juni 1940 auf der SS Cuba von Havanna kommend nach Key West. Sein Vater war einige Zeit Gefangener im KZ Dachau, aus dem er jedoch im Jahre 1939 wieder herauskam und entschied mit seiner Familie das Land zu verlassen. Die Familie lebte anfangs in Newark, New Jersey. Seine Mutter starb, als er 13 Jahre alt war; sein Vater starb, als Gelband 25 Jahre alt war. Noch in jungen Jahren half er im Geschäft seines Vaters mit; die eineinhalb Jahre ältere Schwester Ruth (1935–2005) unterstützte die Eltern bei der Erziehung des jüngsten Familienmitgliedes.
Nach der allgemeinbildenden Schule und der Columbia High School in Maplewood, New Jersey, besuchte er von 1954 bis 1958 das Washington & Jefferson College in Washington im US-Bundesstaat Pennsylvania und schloss diese mit einem Bachelor ab. Gelband hatte ein Vollstipendium für das College sowie ein Vollstipendium für die Medical School. Danach studierte er von 1958 bis 1962 am zur Thomas Jefferson University gehörenden Jefferson Medical College in Philadelphia, an dem er zum Doctor of Medicine (M.D.) promovierte. Parallel zu seinem Studium war er in den Jahren 1958 bis 1963 auch bei der US Navy beschäftigt, gehörte dabei allerdings dem United States Public Health Service an. 1963 war er auch erstmals in Forschungstätigkeiten involviert. Seinen aktiven Wehrdienst leistete er von 1963 bis 1965 bei den US Marines ab und gehörte in den Jahren 1959 bis 1965 zur Reserve. Im Juni 1965, zwei Monate vor Beginn der Operation Starlite, der ersten rein amerikanischen Militäroffensive im Vietnamkrieg, in der auch die Marines involviert waren, wurde er aus dem Militärdienst entlassen.
Nach seinem Studienabschluss war er zwischen 1965 und 1967 an verschiedenen Hospitals (u. a. am Mount Sinai Hospital in New York City) tätig und erhielt ein Stipendium an der Columbia University in New York City. Daraufhin war er von 1967 bis 1969 und von 1969 bis 1971 ein Stipendiat der besagten Universität. 1971 nahm er unter dem Division Chief Mary Jane Jesse (1918–2001) eine Stelle als Assistant Professor an der 1952 gegründeten und damit ältesten medizinischen Fakultät Floridas, der zur University of Miami gehörenden Leonard M. Miller School of Medicine, an. Als sein klinischer Mentor (engl.: clinical mentor) fungierte Sidney Blumenthal (1909–1990), Leiter der pädiatrischen Kardiologie an der Columbia University, der später Dekan bzw. stellvertretender Dekan an der University of Miami wurde. Sein Forschungsmentor (engl.: research mentor) war Brian Hoffman (1925–2013), Vorsitzender des Pharmakologie-Departments an der Columbia.
Im Jahre 1974 stieg er zum Associate Professor auf und war als solcher bis 1977, ehe er seine ordentliche Professur erhielt, angestellt. Ab 1977 fungierte er bis zu seiner Emeritierung im Jahre 1996 als Professor für Pädiatrie und Pharmakologie. Hierbei spezialisierte er sich vor allem auf die pädiatrische Kardiologie und gilt als einer der Begründer der pädiatrischen Elektrophysiologie. Von 1975 bis zu seinem Ruhestand im Jahre 1996 war er Pediatric Cardiology Division Chief an der University of Miami. Von 1989 bis 1992 war er Fellowship Chief und Division Chief an besagter Universität.
Neben seiner Universitätslaufbahn war er auch mit zahlreichen anderen Lehr- und Forschungstätigkeiten beschäftigt, war Mitglied verschiedener wissenschaftlicher Vereinigungen und diversen Redaktionskommissionen. Des Weiteren veröffentlichte er zeitlebens viele Artikel und Beiträge in medizinischen Fachzeitschriften.
Er hat drei Söhne (Craig, Heinz und Todd), von denen die beiden erstgenannten ebenfalls im medizinischen Bereich tätig sind bzw. ebenfalls an der University of Miami unterrich(te)ten. Außerdem ist er vierfacher Großvater. Noch heute (Stand: 2019) ist er ehrenamtlich im Jackson Memorial Hospital tätig.

## Ehrungen
Im Laufe seines Lebens wurde Gelband vielfach geehrt. So erhielt er unter anderem im Jahre 1971 von der Section of Pediatric Cardiology der American Academy of Pediatrics den Young Investigator Award (1st Place). In den Jahren 1974 bis 1976 war er Preisträger des Basil-O’Connor-Research-Awards, der von der National Foundation for Infantile Paralysis (heute als March of Dimes bekannt) vergeben wird.
Nach Gelband ist heute das Henry Gelband Pediatric Research Symposium benannt, bei der der in Key Biscayne lebende Gelband als Ehrenvorsitzender in Erscheinung tritt.